# 12 tháng 11
Ngày 12 tháng 11 là ngày thứ 316 (317 trong năm nhuận) trong lịch Gregory. Còn 49 ngày trong năm.

## Sự kiện
- 969 – Hoàng đế Đông La Mã Nikephoros II Phokas bị ám sát bởi vợ là Theophano và người tình của bà là Ioannes I Tzimiskes.
- 1028 – Nữ hoàng Đông La Mã tương lai Zoë được phong làm hoàng hậu của Romanos III Argyros.
- 1893 – Hiệp ước Đường Durand được ký giữa hai quốc gia ngày nay là Pakistan và Afghanistan – Đường Durand đã được quốc tế công nhận là đường biên giới giữa hai quốc gia chị em này.
- 1912 – Xác của nhà thám hiểm người Anh Robert Falcon Scott và những đồng đội của ông được tìm thấy tại Nam Cực, 8 tháng sau thất bại của cuộc thám hiểm Terra Nova dẫn đến cái chết của họ trên đường về.
- 1918 – Áo trở thành một nước cộng hòa.
- 1923 – Phiên bản đầu tiên của Quốc kỳ Liên Xô được thông qua.
- 1927 – Lev Trotsky bị trục xuất khỏi Đảng Cộng sản Liên Xô, dọn đường cho những cuộc trục xuất hàng loạt những người đối lập tại Liên Xô vào đầu năm sau.
- 1936 – Ngày 12/11/1936, hơn 10 nghìn công nhân mỏ than Cẩm Phả đã giành được thắng lợi sau một tuần bãi công, đấu tranh buộc chủ mỏ phải tǎng lương giảm giờ làm.
- 1936 – Cầu qua vịnh Oakland–San Francisco bắc qua Vịnh San Francisco nối hai thành phố San Francisco và Oakland của Hoa Kỳ bắt đầu được đưa vào sử dụng.
- 1942 – Chiến tranh thế giới thứ hai: Bắt đầu Hải chiến Guadalcanal tại quần đảo Solomon giữa quân Đồng Minh và quân Nhật Bản.
- 1948 – Tại Tokyo, một tòa án quốc tế về tội ác chiến tranh tuyên án bảy sĩ quan và viên chức Nhật Bản tử hình, bao gồm tướng Hideki Tojo, vì vai trò của họ trong Chiến tranh Thế giới thứ Hai.
- 1970 – Xoáy thuận Bhola đổ bộ tại bờ biển của Đông Pakistan, trở thành xoáy thuận nhiệt đới gây thiệt hại nhân mạng cao nhất trong lịch sử.
- 1971 – Chiến tranh Việt Nam: Như một phần của Việt Nam hóa Chiến tranh, Tổng thống Hoa Kỳ Richard M. Nixon đặt 1 tháng 2 năm 1972 là thời hạn chót để rút 45.000 quân Hoa Kỳ troops khỏi Việt Nam.
- 1979 – Khủng hoảng Con tin Iran: Đáp lại tình hình bắt cóc con tin tại Tehran, Tổng thống Hoa Kỳ Jimmy Carter ra lệnh dừng nhập khẩu dầu mỏ từ Iran vào Hoa Kỳ.
- 1980 – Tàu thăm dò không gian Voyager 1 của NASA tiếp cận gần nhất với Sao Thổ và có được những bức ảnh đầu tiên về vành đai của hành tinh này.
- 1982 – Tại Liên Xô, Yuri Andropov trở thành tổng bí thư của Đảng Cộng sản Liên Xô, kế nhiệm Leonid Brezhnev.
- 1998 – Phó Tổng thống Hoa Kỳ Al Gore ký tượng trưng vào Nghị định thư Kyoto.
- 1990 – Hoàng thái tử Akihito tiến hành lễ tức vị tại Hoàng Cư ở Tokyo, chính thức trở thành Thiên hoàng thứ 125 của Nhật Bản.
- 2014 – Phi thuyền Rosetta lần đầu tiên đổ bộ lên sao chổi 67P/Churyumov-Gerasimenko. Lần đầu tiên đổ bộ thành công lên một sao chổi.

## Sinh
- 1817 – Bahá'u'lláh, người sáng lập tôn giáo Bahá'í
- 1840 – Auguste Rodin, họa sĩ người Pháp
- 1948 – Trần Thu Hà, nhà giáo Nhân dân, nghệ sĩ Nhân dân, nghệ sĩ dương cầm Việt Nam
- 1961 - Enzo Francescoli Uriarte, cầu thủ bóng đá người Uruguay
- 1866 – Tôn Dật Tiên, nhà cách mạng Trung Quốc
- 1968 - Michael Lohscheller CEO VinFast toàn cầu
- 1980 – Ryan Gosling, diễn viên người Canada
- 1982 – Anne Hathaway, nữ diễn viên người Mỹ
- 1985 - Lâm Chấn Khang (Bùi Thái Châu), ca sĩ, nhạc sĩ người Việt Nam, chồng của nữ ca sĩ, diễn viên Kim Jun See
- 1995 – 
  - Thomas Lemar, cầu thủ bóng đá người Pháp
  - MisThy, YouTuber người Việt Nam.
- 1998 - Jules Olivier Koundé, cầu thủ bóng đá người Pháp
- 1999 – Choi Yoo-jung, ca sĩ, vũ công, thành viên nhóm nhạc Hàn Quốc Weki Meki
- 2001 - Sem Steijn, cầu thủ bóng đá người Hà Lan
- 2002 - Valentino Francisco Livramento, cầu thủ bóng đá người Anh

## Mất
- 1996 – Lê Nguyên Khang, tướng lĩnh Quân lực Việt Nam Cộng hòa (Sinh 1931)
- 2015 – Anh Bằng, nhạc sĩ người Việt Nam (s. 1926)
- 2018 – Stan Lee, tác giả truyện tranh người Mỹ (Sinh 1922)